# Mac Marcoux
Macmilton „Mac“ Marcoux (* 20. Juni 1997) ist ein kanadischer paralympischer Skirennläufer und Medaillengewinner.

## Leben
Mac Marcoux wurde am 20. Juni 1997 in Haviland Bay, Ontario, Kanada geboren. Dort lebt er mit seinen Eltern und zwei Geschwistern, einem älteren Bruder und einer jüngeren Schwester. Mit vier Jahren begann er mit dem Skifahren. Im Jahr 2006 verlor er sein Augenlicht aufgrund der Stargardt-Krankheit, einer degenerativen Erkrankung, seit 2007 ist er offiziell blind. Marcoux ist seither als B3-Athlet (sehbehindert) eingestuft. Nachdem Marcoux seine Sehkraft verloren hatte, beschloss sein Bruder Billy Joe Marcoux, seine College-Ausbildung zu unterbrechen, um ihm beim Skifahren zu helfen. Sie begannen mit dem Para-Alpinsport für Sehbehinderte. Abgesehen von den Paralympics ist sein Bruder seitdem sein sehender Begleitläufer, der Funkkommunikation verwendet.

## Karriere
Im Alter von 15 Jahren nahm er mit seinem Bruder als Guide am IPC Weltcup 2013 in Mount Hutt, Neuseeland, teil und gewann drei Medaillen. Im selben Jahr gewann er eine Silbermedaille im Riesenslalom bei den Alpinen Skiweltmeisterschaften der Behinderten 2013 in La Molina, Spanien und wurde kanadischer Slalom- und Riesenslalommeister in Sun Peaks, British Columbia. 2014 nahm er im Alter von 16 Jahren als jüngstes Mitglied des Kanadischen Paralympischen Teams an den Winterparalympics in Sotschi mit Robin Femy als Begleitläufer teil. Er gewann sowohl in der Abfahrt als auch im Super-G Bronze sowie Gold im Riesenslalom. Bei den Para-Weltmeisterschaften 2017 gewann er Gold in der Abfahrt, im Riesenslalom, im Slalom und im Super-G. Außerdem gewann er Silber in der Superkombination. Bei zwei weiteren Paralympics errang Mac Marcoux ebenfalls Medaillen. 2018 in PyeongChang, Südkorea, gewann er Gold in der Abfahrt und Bronze im Riesenslalom. 2022 in Peking erreichte er die Silbermedaille in der Abfahrt.